# Maxime Pianfetti
Maxime Pianfetti, född 15 mars 1999 i Tarbes, är en fransk fäktare.

## Karriär
Maxime Pianfetti tog vid olympiska sommarspelen 2024 i Paris brons i sabel med det franska laget.